# Klon palmowy

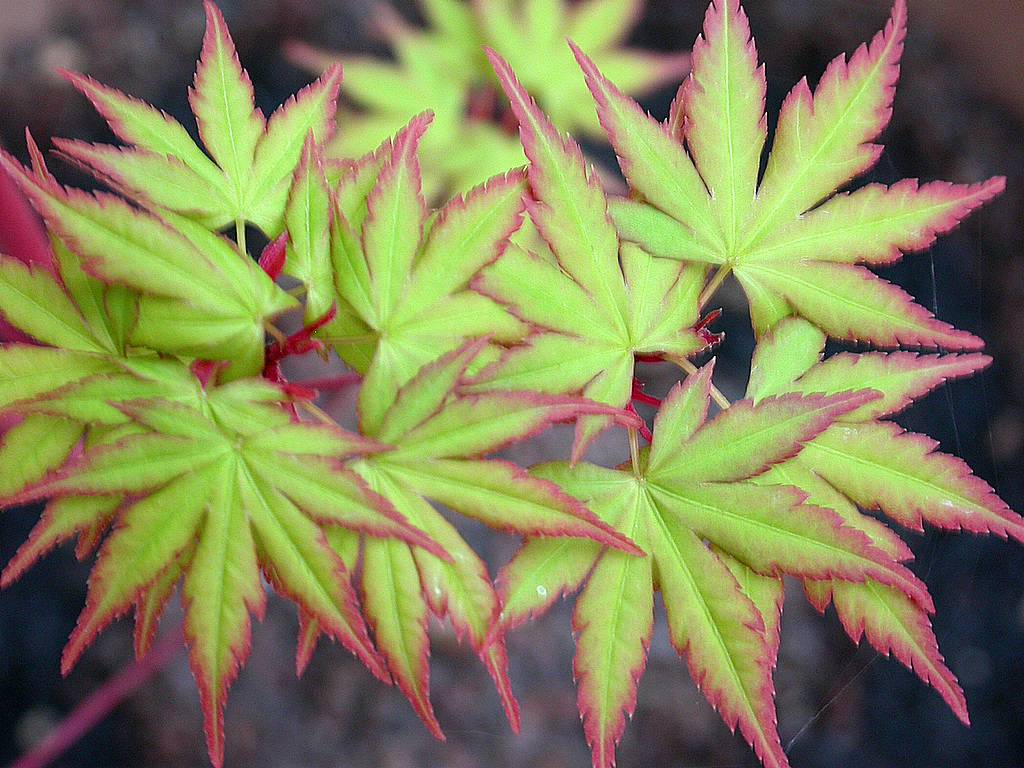
'Sango kaku'

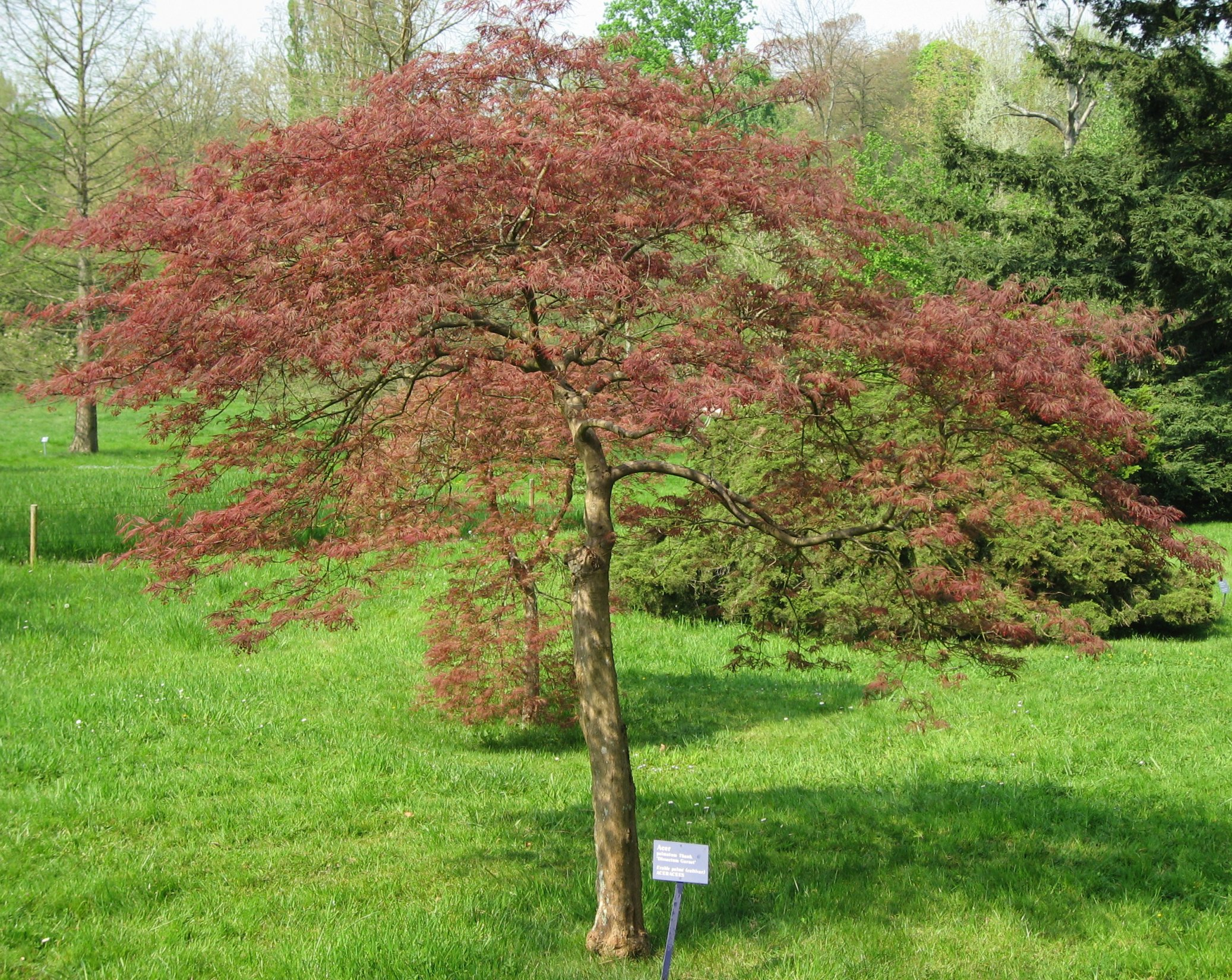
'Dissectum Garnet'

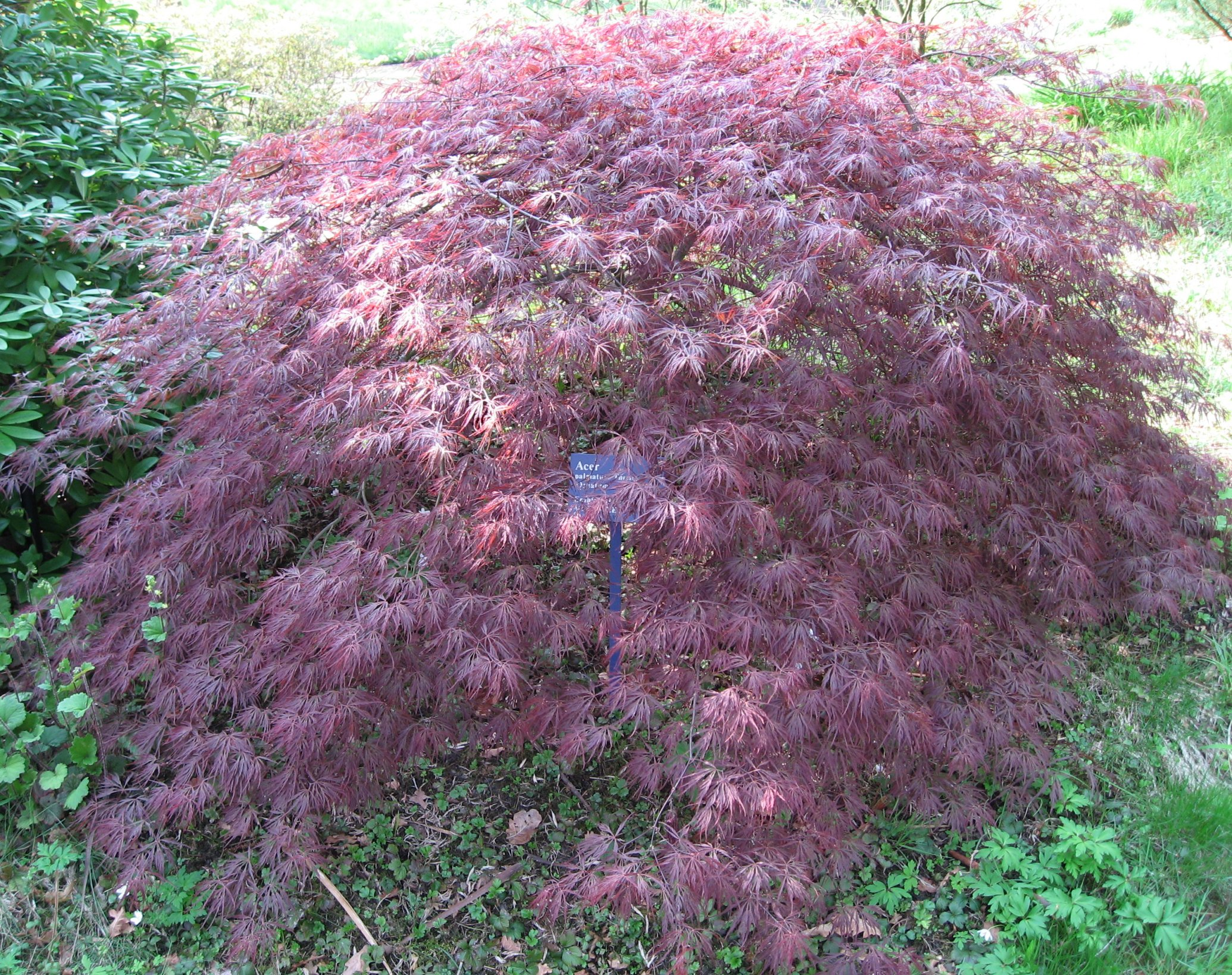
'Ornatum'

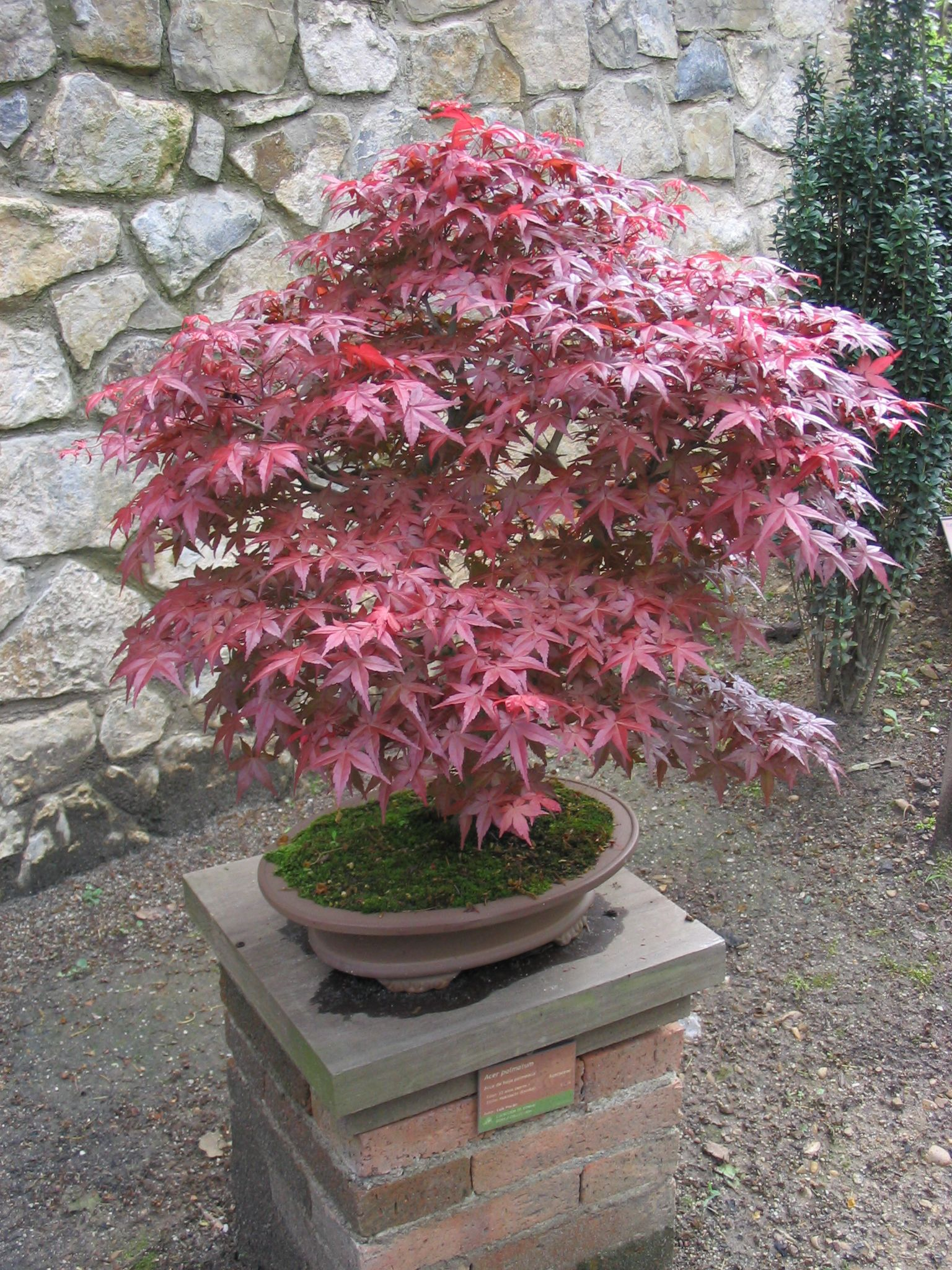
Bonsai

Klon palmowy (Acer palmatum Thunb.) – gatunek drzewa należący do rodziny mydleńcowatych (Sapindaceae). W obrębie rodzaju klasyfikowany do sekcji Palmata i serii Palmata. Pochodzi z Japonii i Korei Południowej. Ze względu na ozdobne liście uprawiany jako drzewo ozdobne.

## Morfologia
PokrójOsiąga wysokość od 3 do 5 metrów. Istnieją odmiany karłowate. Kora gładka, szarobrązowa lub szara.
LiścieGłęboko wycięte, o średnicy do 10 cm. Pięć do siedmiu, klapowe. Kolorystyka zależna od odmiany, od zielonej poprzez pomarańczową do ciemnoczerwonej.
KwiatyCzerwonopurpurowe kwiatostany, drobne. Mają 5-działkowy kielich, 5-płatkową koronę. 1 słupek i 8 pręcików.
OwoceOrzeszki z rozwartymi skrzydełkami. Długość do 2 cm, koloru od brązu do czerwonego.

## Odmiany uprawne
Forma typowa jest w ogrodnictwie używana głównie jako podkładka do szczepienia barwnych odmian. Uprawia się głównie odmiany ozdobne, których jest ponad 300.
- 'Atropurpureum' – odmiana najczęściej uprawiana. Ma ciemnoczerwone przez cały rok liście i rośnie powoli. Jest odporna na mróz.
- 'Dissectum' – odmiana o zwisających gałęziach. Liście klapowane, głęboko powcinane z postrzępionymi brzegami, zielone. Jesienią przebarwiają się na kolor od jaskrawożółtego do pomarańczowego.
- 'Dissectum Garnet' – odmiana o bardzo ozdobnych liściach; ciemnoczerwonych i głęboko powcinanych. Niewielkie, do 1,5 m wysokości drzewko. Szczególnie ładnie prezentuje się nad oczkami wodnymi. Jest wrażliwa na mróz. Dlatego też często uprawiana jest w dużych donicach i na zimę przetrzymywana w piwnicy, ewentualnie na polu, ale okrywana.
- 'Ornatum' – ma gęstą, parasolowatą koronę. Dorasta do wysokości 2m, przy szerokości korony do 4 m. Liście klapowane, wiosną brązowoczerwone, później brązowozielone. Jesienią przebarwiają się na ogniście czerwony kolor.
- 'Sangokaku' ('Senakaki') – odmiana o koralowoczerwonych pędach, szczególnie ozdobnych zimą. Liście zielone z czerwonymi obrzeżeniami, jesienią przebarwiają się na złoty kolor.

## Zastosowanie
Roślina ozdobna. Gatunek chętnie sadzony jako niewielkie drzewo ozdobne. Jest najczęściej sadzonym w celach ozdobnych gatunkiem klonu. Odmiany o barwnych i głęboko wcinanych liściach doskonale komponują się z innymi roślinami. Szczególnie nadają się do ogrodów skalnych i obsadzania oczek wodnych. Jest też jednym z gatunków używanych do uprawy doniczkowej typu bonsai.

## Uprawa
Wymaga żyznej i stale, umiarkowanie wilgotnej gleby i osłoniętych stanowisk. Liście najlepiej wybarwiają się na słonecznym stanowisku. Nie wymaga przycinania. Niektóre odmiany (np. 'Dissectum Garnet') są wrażliwe na mróz. Uprawiany jest zazwyczaj z sadzonek wyprodukowanych przez szkółki ogrodnicze, samodzielne rozmnażanie jest trudne.

## Bibliografia

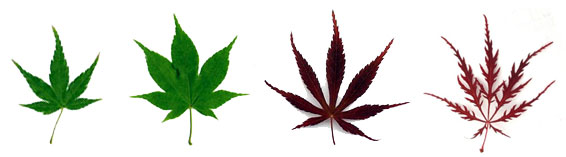
Przykłady liści czterech odmian klonu palmowego